# Nunn Island
Nunn Island ist eine vereiste Insel vor der Bakutis-Küste des westantarktischen Marie-Byrd-Lands. Sie liegt inmitten des Getz-Schelfeises unmittelbar südlich von Wright Island.
Der United States Geological Survey kartierte die Insel anhand eigener Vermessungen und Luftaufnahmen der United States Navy aus den Jahren von 1959 bis 1966. Das Advisory Committee on Antarctic Names benannte sie 1967 nach Konteradmiral Ira Hudson Nunn (1901–1998), Verantwortlicher für rechtliche Fragen im Rahmen der Unterstützung der Arbeiten im Rahmen des Internationalen Geophysikalischen Jahres (1957–1958) durch die US Navy.